# Molsdorf
Molsdorf – dzielnica niemieckiego miasta na prawach powiatu Erfurtu, stolicy kraju związkowego Turyngia, do 30 czerwca 1994 była to samodzielna gmina.
Nazwa miasta została po raz pierwszy wspomniana w roku 786. Molsdorf doznał powodzi w latach 1891, 1946 i 1994.
Głównym zabytkiem Molsdorfu jest barokowy zamek, który zaprojektował architekt saski Gottfried Heinrich Krohne (1703-1756). Budowę zlecił pruski dyplomata i znawca sztuki Gustav Adolf von Gotter.

## Burmistrzowie

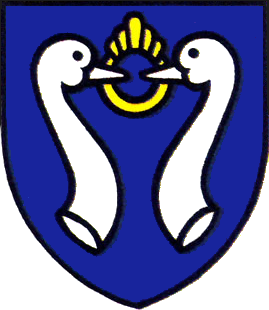
Były herb Molsdorfu

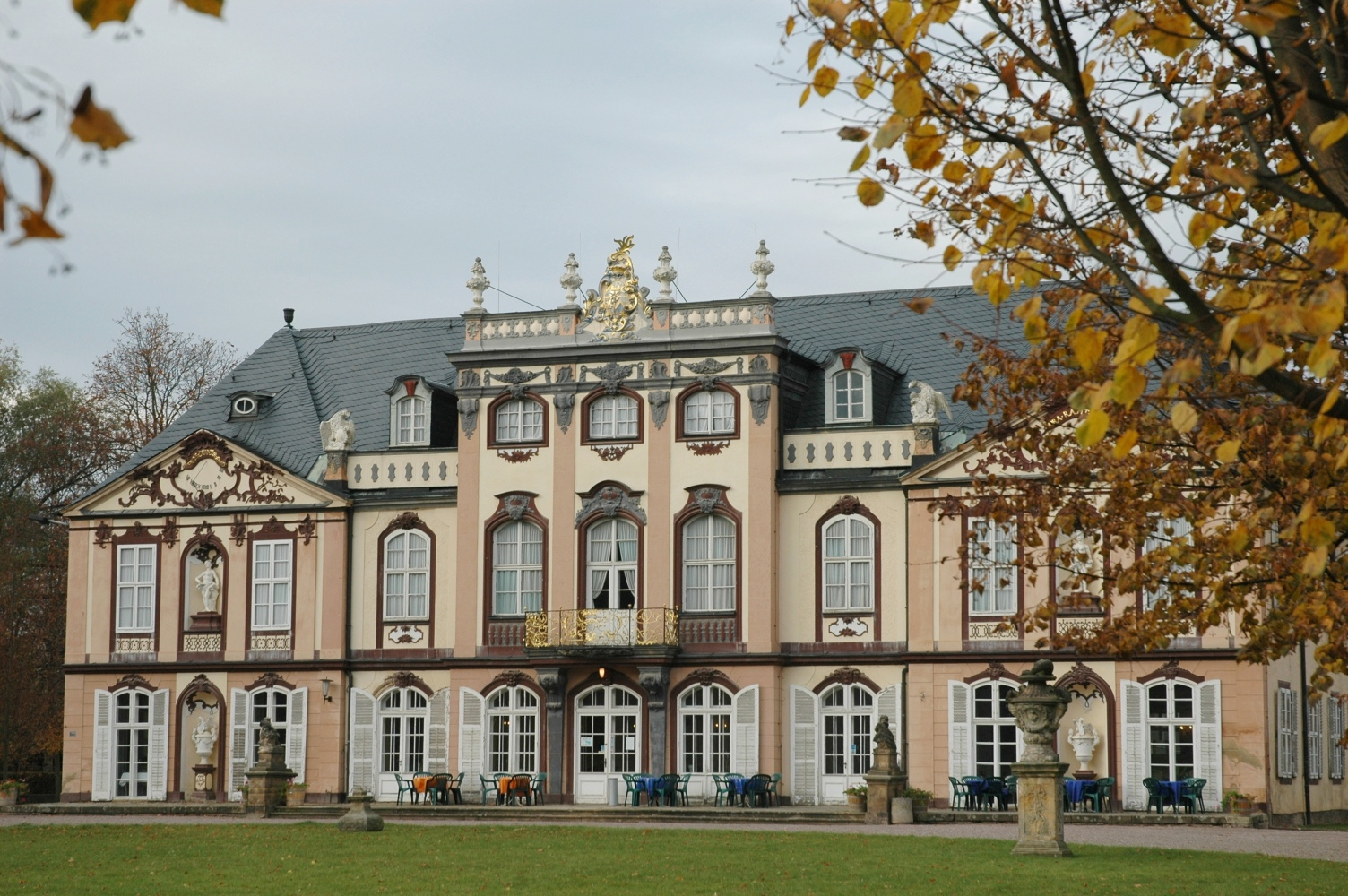
zamek w Molsdorfie

| Okres urzędowania | Burmistrz            |
| ----------------- | -------------------- |
| 1919–1933         | Willy Gräser         |
| 1933–1945         | Alfred Heinemann     |
| 1945–1946         | Hilmar Dörnfeld      |
| 1946–1948         | Hugo Reich           |
| 1949              | Reinhold Keyßner     |
| 1950–1955         | Max Gräßer           |
| 1956–1957         | Herr Katzmareck      |
| 1957–1959         | Richard Ullrich      |
| 1959–1984         | Werner Drießel       |
| 1984–1990         | Hans-Jürgen Hertrich |
| 1990–1994         | Wolfgang Friebel     |
| 1994–1999         | Ulrich Müller        |
| 2000–             | Wolfgang Friebel     |